# Interruptor chopper

Chopper (K1) con inversor y transformador aguas abajo

El término chopper se usa para referirse a los numerosos tipos de dispositivos y circuitos electrónicos de conmutación. El término se ha distorsionado un poco y, como resultado, en la actualidad (años 2000) es mucho menos usado que hace quizás 30 años o más.  
Esencialmente, un chopper es un interruptor electrónico que se usa para interrumpir una señal bajo el control de otra. La mayoría de los usos modernos también tienen nomenclatura alternativa que ayuda a aclarar de qué tipo particular de circuito se está tratando. Estos incluyen:
- Fuentes de alimentación conmutadas, incluyendo convertidores de AC a DC.
- Controles de velocidad para motores de CC.
- Amplificadores clase D.
- Drivers de frecuencia variable.